# Freccia Vallone 2023
La Freccia Vallone 2023, ottantasettesima edizione della corsa e valevole come diciottesima prova dell'UCI World Tour 2023 categoria 1.UWT, si svolse il 19 aprile 2023 su un percorso di 194,3 km, con partenza da Blegny e arrivo a Huy, nella regione belga della Vallonia. La vittoria fu appannaggio dello sloveno Tadej Pogačar, il quale completò il percorso in 4h27'53", alla media di 43,520 km/h, precedendo il danese Mattias Skjelmose e lo spagnolo Mikel Landa.
Sul traguardo di Huy 147 ciclisti, su 173 partiti da Blegny, portarono a termine la competizione.

## Squadre e corridori partecipanti
| N.      | Cod. | Squadra               |
| ------- | ---- | --------------------- |
| 1-7     | IPT  | Israel-Premier Tech   |
| 11-17   | MOV  | Movistar Team         |
| 21-27   | BOH  | Bora-Hansgrohe        |
| 31-37   | SOQ  | Soudal Quick-Step     |
| 41-47   | LTS  | Lotto Dstny           |
| 51-57   | IGD  | Ineos Grenadiers      |
| 61-67   | TBV  | Bahrain Victorious    |
| 71-77   | EFE  | EF Education-EasyPost |
| 81-87   | GCF  | Groupama-FDJ          |
| 91-97   | ARK  | Team Arkéa-Samsic     |
| 101-107 | TEN  | TotalEnergies         |
| 111-117 | TJV  | Jumbo-Visma           |
| 121-127 | UAD  | UAE Team Emirates     |

| N.      | Cod. | Squadra                  |
| ------- | ---- | ------------------------ |
| 131-137 | ACT  | AG2R Citroën Team        |
| 141-147 | JAY  | Team Jayco AlUla         |
| 151-157 | ICW  | Intermarché-Circus-Wanty |
| 161-167 | COF  | Cofidis                  |
| 171-177 | TFS  | Trek-Segafredo           |
| 181-187 | UXT  | Uno-X Pro Cycling Team   |
| 191-197 | AST  | Astana Qazaqstan Team    |
| 201-207 | DSM  | Team DSM                 |
| 211-217 | AFC  | Alpecin-Deceuninck       |
| 221-227 | EKP  | Equipo Kern Pharma       |
| 231-237 | BWB  | Bingoal WB               |
| 241-247 | BBH  | Burgos-BH                |

## Ordine d'arrivo (Top 10)
| Pos. | Corridore         | Squadra | Tempo    |
| ---- | ----------------- | ------- | -------- |
| 1    | Tadej Pogačar     | UAE     | 4h27'53" |
| 2    | Mattias Skjelmose | Trek    | s.t.     |
| 3    | Mikel Landa       | Bahrain | s.t.     |
| 4    | Michael Woods     | Israel  | a 3"     |
| 5    | Giulio Ciccone    | Trek    | s.t.     |
| 6    | Victor Lafay      | Cofidis | s.t.     |
| 7    | Tiesj Benoot      | Jumbo   | s.t.     |
| 8    | Maxim Van Gils    | Lotto   | s.t.     |
| 9    | Romain Bardet     | DSM     | s.t.     |
| 10   | Warren Barguil    | Arkéa   | s.t.     |